# Vzduchovka
Vzduchovka je dle české legislativy plynová střelná zbraň podléhající zákonu o zbraních č. 119/2002 Sb

## Definice

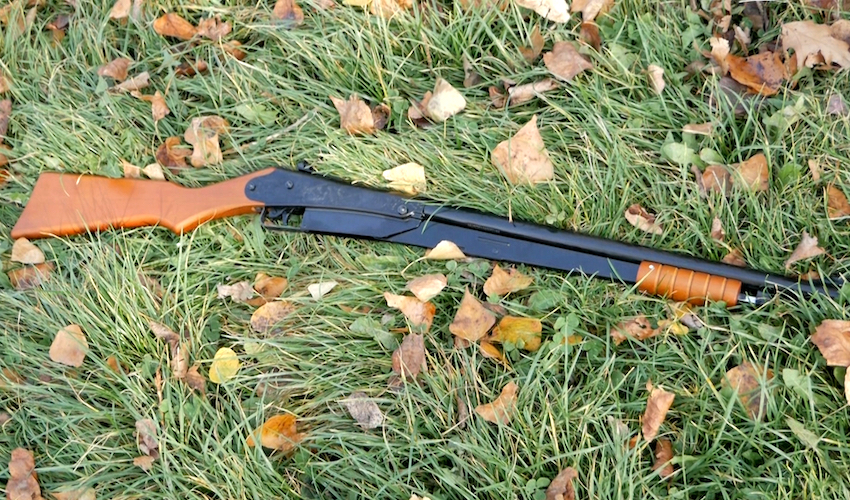
Dlouhá pružinová vzduchovka značky Daisy

Vzduchovka je dle ČSN 39 5002 - 1 „plynová zbraň, u které je střela uváděna do pohybu tlakem vzduchu mechanicky stlačeného v okamžiku výstřelu".

## Popis
Vzduchovky jsou krátké či dlouhé střelné zbraně. Konstrukčně se výrazně liší od zbraní palných, vzhledově se jim však podobají. Každá vzduchovka má píst, který ve válci v okamžiku výstřelu stlačuje vzduch. Válec vzduchovky je kanálkem propojen s hlavní vzduchovky. Stlačený vzduch působí na střelu, která se v okamžiku výstřelu nachází na začátku hlavně. Střela se tlakem vzduchu začne pohybovat od začátku hlavně směrem k jejímu ústí. Pokud je vzduchovka opatřena drážkovaným vývrtem, pak střela získává kromě dopředného pohybu i rotaci ve směru osy hlavně.

## Využití
Vzduchovky se nejčastěji využívají v následujících případech:
- rekreační střelba – například střelba na pouťových střelnicích apod.
- základní výcvik v ovládání zbraně a ve střelbě – vzduchovky se často využívají pro výcvik ve střelbě, zejména v případě mládeže. Výhodou vzduchovek je jejich dostupnost a možnost střelby i mimo schválenou střelnici. Zároveň jsou vzduchovky při dodržení základních bezpečnostních pravidel poměrně bezpečné. Energie střely je řádově nižší než u zbraní palných, rovněž úroveň hluku výstřelu je v porovnání s palnou zbraní velmi nízká.
- sběratelská činnost – vzduchovky jsou často předmětem sběratelské činnosti. Na jejich držení či skladování se vztahují daleko mírnější podmínky než na držení jejich skutečných předloh. Pořizovací cena je též výrazně nižší.

## Historie
První písemné zmínky o vzduchových zbraních pocházejí z roku 1590, kdy Arne Hoff zmínil zbraň s pažbou německého typu. Šlo o předovku s kolečkovým zámkem. Kolečkový mechanismus fungoval jako naviják, na který se navíjí řetěz. Navíjelo se jako u klasického kolečkového zámku, tedy pomocí klíče nasazeného na čtyřhranné vyústění hřídelky vně sámové desky. Druhý konec řetězu byl spojen s táhlem, které je kyvně zavěšeno na píst. Na táhle je nekován ozub, který při navíjení řetězu stlačuje pružinu, ta se skládá z několika plochých smyček. Další zmínka pochází z roku 1591, kdy se v německé knize z Frankfurtu nad Mohanem zmiňují ruční zbraně, které dovedou „bez ohně šíp na velkou vzdálenost vrhati“. V českých zemích se zmiňuje exemplář, uložený v depozitáři hradu Bítov. Zbraň vyrobena okolo roku 1650 je zajímavá tím, že systémem pístu předbíhá vývoj takřka o dvě staletí. Má pevnou hlaveň, nabíjí se předem, ke konstrukci byla použita šroubovitá pružina ve válci (ta se běžně používala až v 19. století.)
Zbraně založené na principu vypuštění střely z hlavně s pomocí stlačeného vzduchu byly známy již v 18. století. Nejstarší typ představují vzduchovky s měchem, kdy ke kompresi měchu bylo použito měchu, který představoval běžné domácí vybavení pro rozdělávání ohně. Výskyt tohoto typu vzduchovek se datuje ke konci 17. století, nejrozšířenější byl ve století 18. a na začátku 19. století. Nejstarší exemplář pochází ze zbrojnice krále Gustava II. Adolfa (vládl v letech 1611–1632). Vzduchovky s měchem se dle badatele Eldona G. Wolfa nejčastěji nacházeli v oblasti trojúhelníku mezi Prahou, Vídní a Mnichovem.
Jedna z prvních zbraní uvedených do praxe byla rakouská vojenská opakovací větrovka vz. 1779, kterou vyvinul Bartolomeo Girandoni pro Rakousko-uherskou armádu. Tato puška používala zásobník pro 22 olověných střel a zásobník na stlačený vzduch až pro 60 výstřelů. I přes nesporné taktické výhody se větrovka pro armádní účely neujala, v roce 1801 byla výroba větrovek zastavena a později byly z výzbroje staženy.
V první polovině 19. století dochází k postupnému přechodu na vzduchovky s pístovou konstrukcí. Píst ve válci je základní konstrukční prvek, který se zachoval dodnes. V tomto období se také mění způsob výroby vzduchových zbraní – od rukodělného způsobu se přechází na manufakturní výrobu, a později sériovou. Z druhé poloviny 19. století jsou známé zbraně vídeňské firmy Antonína Krebse, který roku 1880 nabízel dvě zbraně. Tou první je vzduchová pistole Bussey s prodloužením pístnice z válce, druhou zbraň představuje vzduchová pistole se vzduchovým válcem přímo v rukojeti. Pružina se stlačuje tahem za prodlouženou pístnici. Pistole se napínala zatlačením hlavně do těla zbraně.
Vzduchovky se vyrábí také vybavené lištou, na kterou lze upevnit jak kolimátor, tak například i svítilnu.

## Střelivo

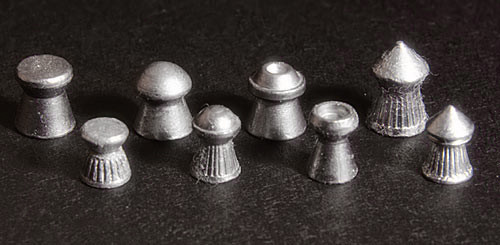
Zleva doprava: diabolo – plochá, půlkulatá, dutá a špičatá hlavička, první řada ráže 5,5 mm, druhá 4,5 mm

Jako vzduchovkové střelivo slouží olověné diabolo (diabolka) nebo olověný, ocelový či nekovový brok. Právě ocelový brok je určen pouze pro střelbu ze zbraní bez drážkované hlavně. Olověné diabolo a brok je pak určen pro vzduchovky s hlavněmi drážkovanými. Obvyklé ráže broku činí obvykle 4,46 mm a 4,5 mm. Ráže diabola 4,5 mm, 5,5 mm a 6,35 mm, produkují se i ráže 4,48 mm, 4,49 mm, 4,51 mm, 4,52 mm, 4,53 mm, 5,1 mm, 7,62 mm a 9 mm. Brok má kulovitý tvar, zatímco se diabolo vyrábí v různých variantách – půlkulatá, plochá, dutá či špičatá hlavička. Tvar ovlivňuje průraznost a aerodynamické vlastnosti. Známým výrobcem diabola je česká značka JSB Diabolo Match, která pochází z Bohumína.

## Legislativa v ČR
Plynové zbraně, tj. i vzduchovky dovoleného výrobního provedení jsou v České republice volně prodejné osobám starších 18 let do ráže 6,35 mm (kat. D). Plynové zbraně větších ráží vyjma paintaballových zbraní spadají do kategorie C-I a podléhají ohlášení. Do 31. 1. 2022 byla nejvyšší dovolená úsťová energie plynových zbraní v České republice 16 J (kat. D).

## Výhody vzduchovek
Vzduchovky mají řadu výhod:
- bezpečnost – střelivo vzduchovky je bezpečné, neobsahuje třaskaviny, je velmi lehké. Většina vzduchovek má dostřel maximálně 400 m.
- použití v interiéru i exteriéru – vzduchovku lze používat i přímo doma, ve vnitřních prostorách. Bezpečné místo pro střelbu se bez problémů najde i na zahradě 10 × 10 m, bez ohroženi sousedů, bez nutnosti cestovat na střelnici
- celoroční využití – dá se střílet kdykoliv, ve dne i v noci, v létě i zimě.
- velmi tichá, nikoho nerušící zbraň – díky tichosti není třeba používat chrániče sluchu, jen střelecké brýle pro ochranu očí jsou doporučeny.

## Výrobci
- Česká zbrojovka – výrobce vzduchových zbraní (modelová řada Slavia)
- GAMO – španělský výrobce vzduchovek, munice a příslušenství
- Cometa – španělský výrobce vzduchovek
- Taipan – český výrobce vysoce kvalitních pneumatických (PCP) vzduchovek
- Air Arms – tradiční anglický výrobce kvalitních vzduchovek, munice a příslušenství
- Hatsan – turecký výrobce vzduchových zbraní a příslušenství
- Weihrauch – kvalitní německé vzduchovky, značka existuje již od roku 1899
- SPA – čínský výrobce cenově dostupných vzduchovek pro rekreační střelce
- Crosman – tradiční americký výrobce vzduchovek a vzduchového střeliva
- Evanix – korejský specialista na větrovky (PCP zbraně)
- Daystate – tradiční anglický výrobce větrovek (PCP zbraně)
- Umarex – tradiční německý výrobce vyrábějící repliky na základě ostrých předloh značky Walther (oblíbená Walther PP Polizei Pistol a Walther PPK, kterou používal James Bond)
- KalibrGun – český výrobce vysoce kvalitních pneumatických (PCP) vzduchovek
- Daisy – americká značka vzduchovek s tradicí od 19. století
- Norconia – německý výrobce zlamovacích a CO2 vzduchovek
- Edgun – producent PCP vzduchovek
- ASG – dánský výrobce replik ostrých střelných zbraní
- Kral Arms – turecký výrobce větrovek
- Brocock – tradiční anglický výrobce kvalitních vzduchovek
- RTI Arms – slovinský výrobce kvalitních vzduchovek
- BSA – tradiční anglický výrobce kvalitních vzduchovek
- Zbroia – ukrajinský výrobce PCP větrovek
- Ekol – turecký výrobce vzduchovek i plynovek
- Altaros – český výrobce PCP zbraní a příslušenství
- Airgun Technology – český výrobce PCP zbraní a příslušenství